# Basilique San Lorenzo in Lucina
La basilique San Lorenzo in Lucina est une basilique de Rome située dans le rione Colonna, non loin du palais Montecitorio, dont la construction a débuté en 1130. L'un des plus anciens titres cardinalices, celui de San Lorenzo in Lucina est attaché à cette église.

## Description

### La façade
La façade de l'église s'ouvre par un grand portique, décoré par six colonnes de granit, avec des chapiteaux, reposant sur une architrave, constituée d'une énorme colonne antique cannelée.

### L'intérieur

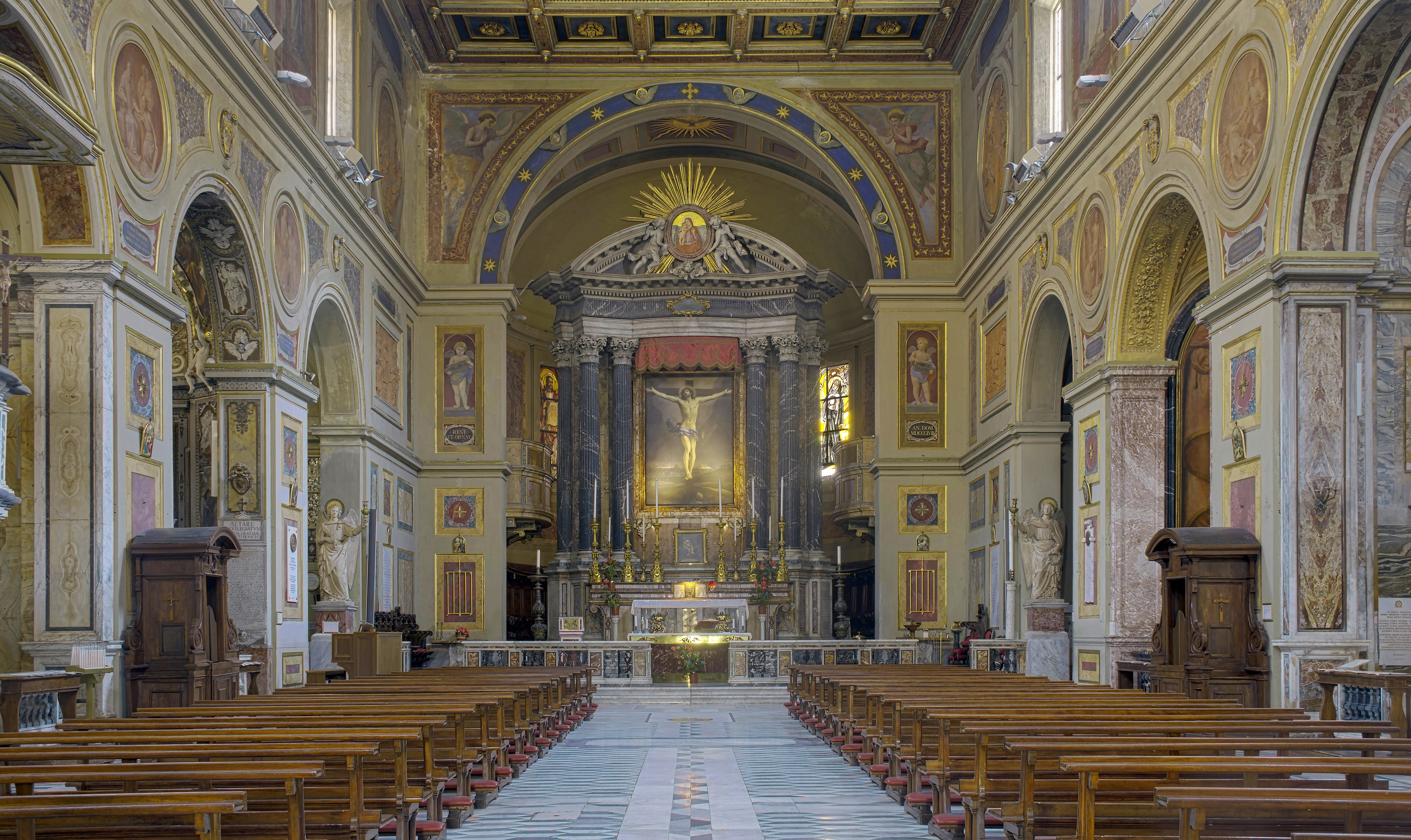
L'intérieur de la basilique
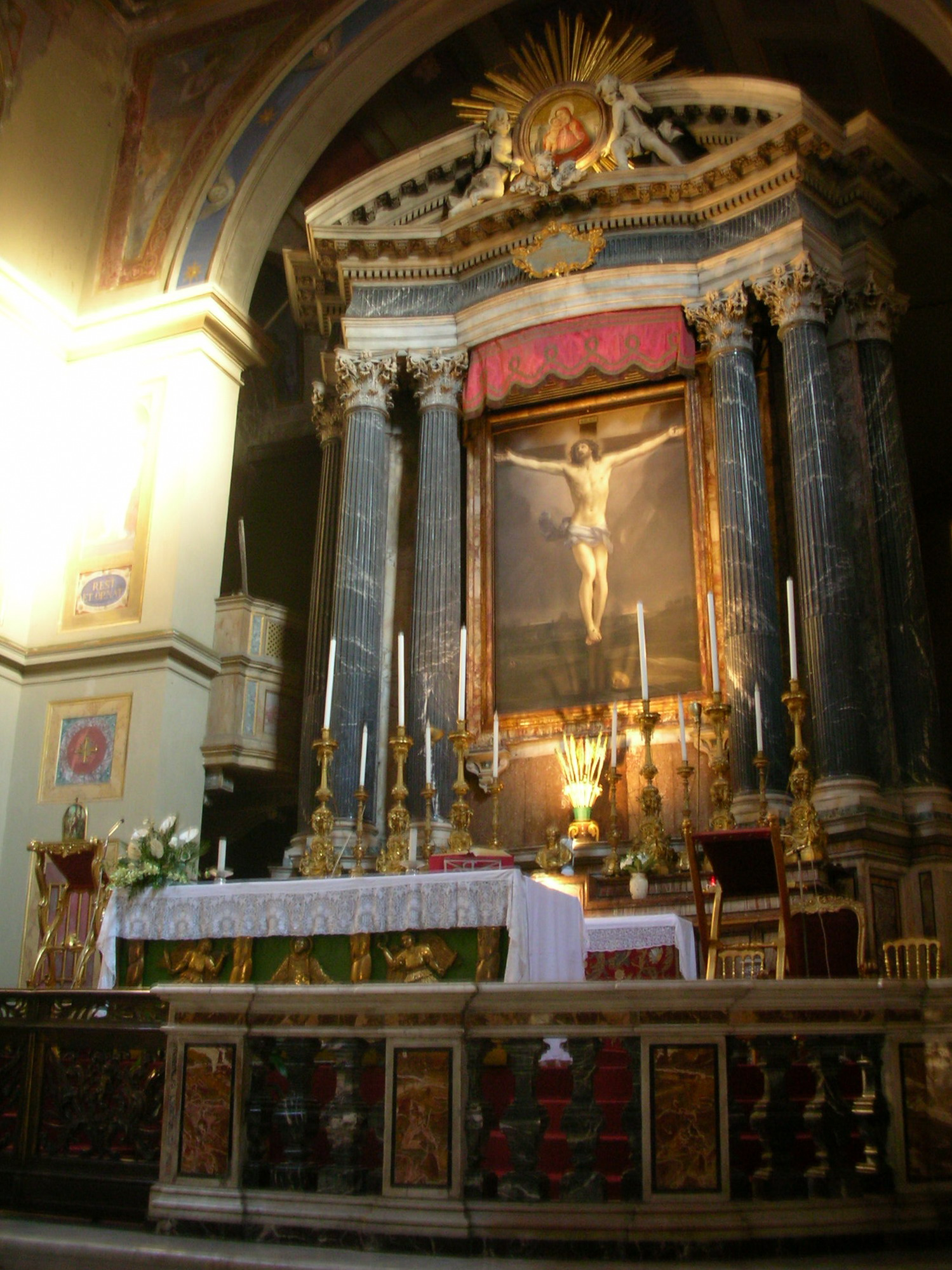
L'autel majeur avec les peintures de Guido Reni
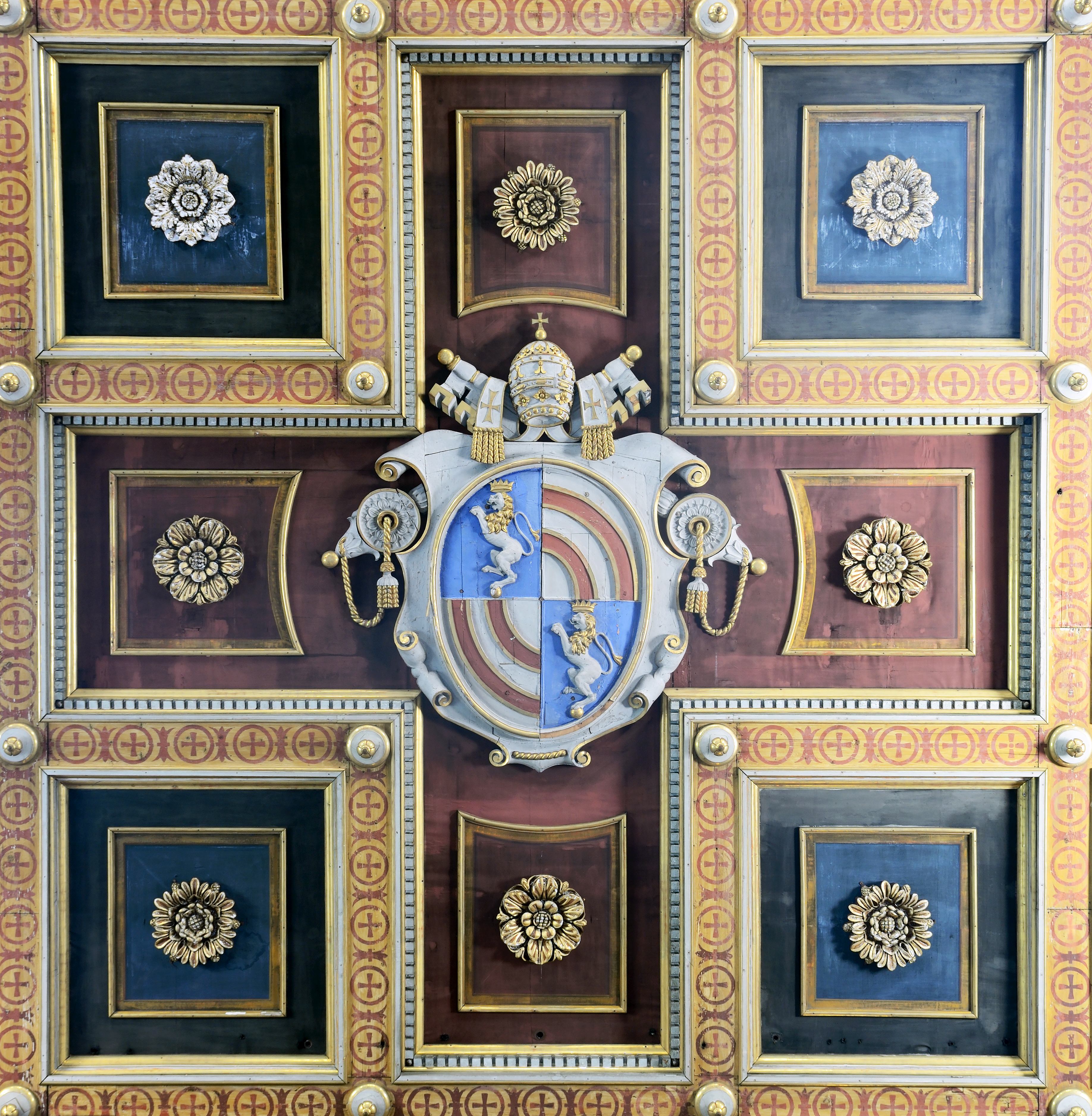
Armes du pape Pie IX au plafond

## Personnalités liées
- Jean Turpin (Giovanni Turpino), peintre-graveur français, y fut enterré en 1629.
- Nicolas Poussin, peintre français décédé à Rome en 1665, y est enterré.
- Albert Androt, compositeur français mort à Rome en 1804, âgé de vingt-trois ans, alors qu'il était pensionnaire à la Villa Médicis, y est enterré.
- Josef Myslivecek (dit "il Boemo"), compositeur tchèque (1737-1781) y repose depuis son décès.

## Sources
- (it) Cet article est partiellement ou en totalité issu de l’article de Wikipédia en italien intitulé « Basilica di San Lorenzo in Lucina » (voir la liste des auteurs).